# 裴多菲桥

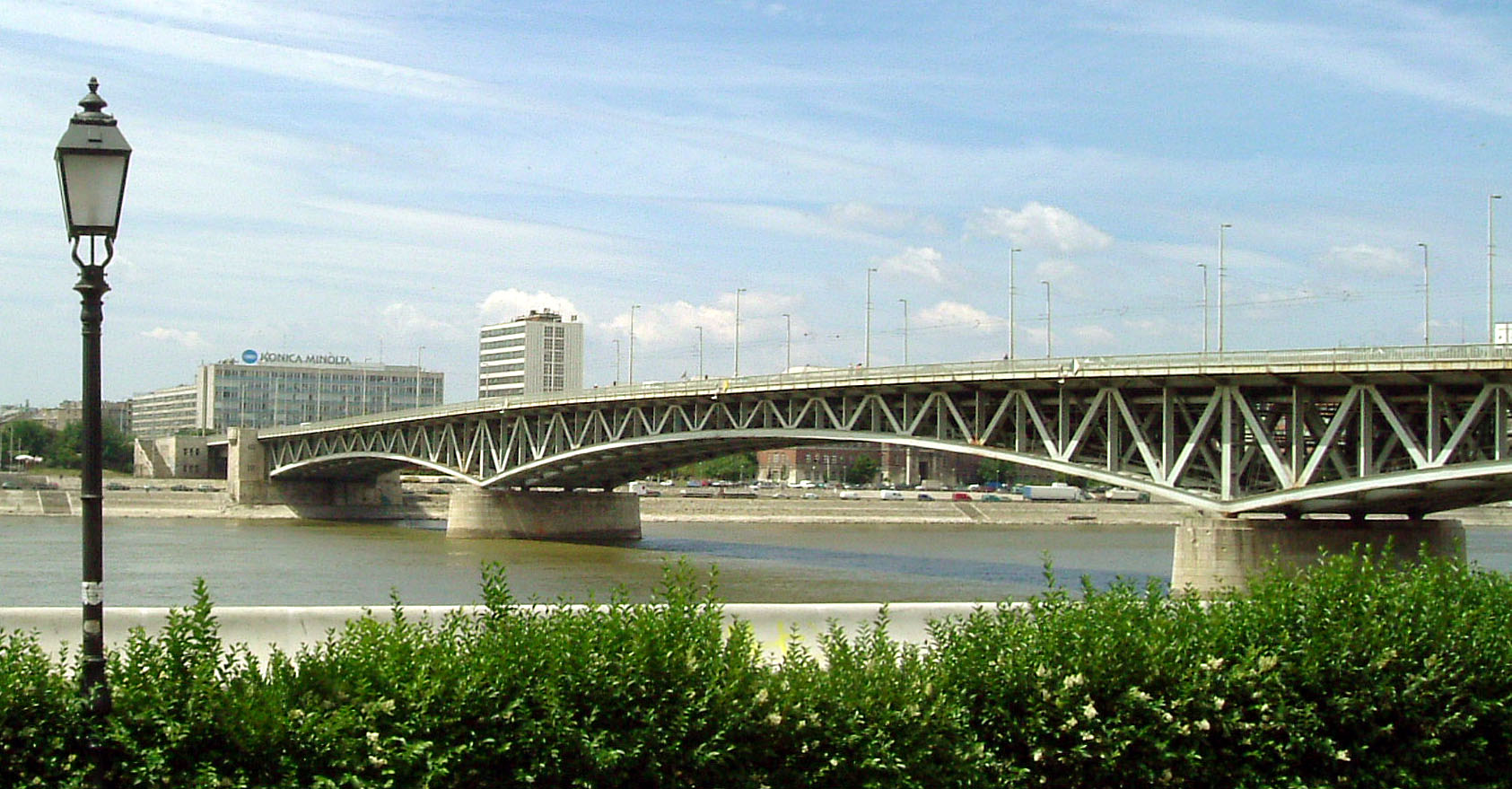
裴多菲桥

裴多菲桥（匈牙利語：Petőfi híd），是匈牙利布达佩斯市中心东南方的一座大桥，跨越多瑙河，连接佩斯和布达。它得名于匈牙利著名爱国诗人裴多菲·山多尔。其旧名“霍尔蒂·米克洛什桥”，得名于摄政霍尔蒂·米克洛什）。
桥两端分别是：
- 博拉罗什广场（Boráros tér）：大环路的南端终点和切佩尔（Csepel）的HÉV总站。
- 戈德曼捷尔吉广场（Goldmann György tér）：毗邻布达佩斯技术与经济大学校园

这座桥是按照Pál Álgyai Hubert 的规划，修建于1933-1937年，长514米（包括引桥部分），宽25.6米。